# Belaja (Káma)
A Belaja (oroszul: Белая (Bjelaja), jelentése: fehér; baskír nyelven: Ағиҙел; jelentése fehér folyó) – folyó Oroszország európai részén, a Déli-Urálban; a Káma bal oldali mellékfolyója.

## Földrajz
Hossza: 1430 km, vízgyűjtő területe: 142 000 km². Közepes vízhozama 858 m³/s (Birszk városnál).
Baskíria északkeleti részén, az Avaljak-hegy (Déli-Urál, Iremel) mocsaras keleti lejtőjén, Novohuszainovo falutól 4 km-re ered, 740 m tengerszint feletti magasságban. Felső szakaszán mocsaras területen folyik, később medre erősen összeszűkül, meredek, sziklás, erdővel borított vidéken halad, végig délnyugati irányban. Meleuz környékén éles kanyarral északra fordul, a síkságra érve folyása lelassul, völgye fokozatosan kiszélesedik, sok kanyart és mellékágat képezve folytatja útját. Ufa városától, az Ufa-folyó torkolatától már bővízű folyóként folyik északnyugati irányban, csaknem végig Baskíria területén. Vize a Tatárföld területén létesített Nyizsnyekamszki-víztározón át éri el a Kámát. 
A folyó egész hosszában jellemzően a jobb oldali partok magasabbak. Nagyobb részt olvadékvizek táplálják. November végén befagy, az olvadás április közepén kezdődik. A Belaja Baskíria legfontosabb víziútja. A folyami hajózás központja a főváros, Ufa, de magas vízállás idején a folyó Meleuz kikötőjéig hajózható.
2006 folyamán fejeződött be a Belaja középső folyásán, az ottani nemzeti park területének egy részén létesített 45 megawattos Jumaguzinói-vízerőmű és a hozzákapcsolódó víztározó építése.

## Jelentősebb mellékfolyók
- Bal oldali: Askadar, Ursak, Gyoma, Csermaszan, Szjuny
- Jobb oldali: Ufa, Nugus, Szim, Bisztrij Tanip

## Nagyobb városok
- Beloreck
- Szalavat
- Isimbaj
- Sztyerlitamak
- Ufa
- Birszk